# Amblystegium glaucum x falcatum
Amblystegium glaucum x falcatum là một loài rêu trong họ Amblystegiaceae. Loài này được Lindb. mô tả khoa học đầu tiên năm 1879.